# Escola de Ceràmica de Manises
L'Escola de Ceràmica de Manises és un centre d'ensenyament situat a la ciutat de Manises (Horta Sud). Durant dècades va ser una de les úniques dues escoles de ceràmica d'Espanya, i des de la seva fundació ha contribuït a la formació relacionada amb el sector industrial ceràmic.

## Història
Els inicis de l'Escola se situen en 1914, quan l'enginyer Vicente Vilar David i Antonio Pérez Prieto van aconseguir posar en funcionament l'Escola Elemental de Ceràmica, comptant amb el suport d'un grup d'empresaris i de l'Ajuntament de Manises.
Per el Reial Decret del 13 d'octubre de 1916 va ser reconeguda per l'Estat com a centre d'ensenyament oficial de caràcter estatal, adoptant el nom d'Escola Pràctica de Ceràmica, i per Reial Ordre del 16 de novembre del mateix any (Gaseta del 4 de desembre), s'establia el seu Règim Interior, la manera en què havia de ser regida, els ensenyaments a impartir i la retribució dels professors. Entre el seu professorat inicial, a més de Vicente Vilar David i Antonio Pérez Prieto, hi havia els professors Gregorio Muñoz Dueñas, Luis Soria i Roca, Manuel González Martí (fundador del Museu Nacional de Ceràmica i Arts Sumptuàries González Martí), Antonio Sánchez-Ocaña Beltrán i Abelardo Toledo i Carchano.
A principis del segle XXI l'Escola d'Art i Superior de Ceràmica de Manises (EASCM) és un centre públic dependent de la Generalitat Valenciana, adscrit a l'Institut Superior d'Ensenyances Artístiques de la Comunitat Valenciana (ISEACV).